# Camp de Tarragone

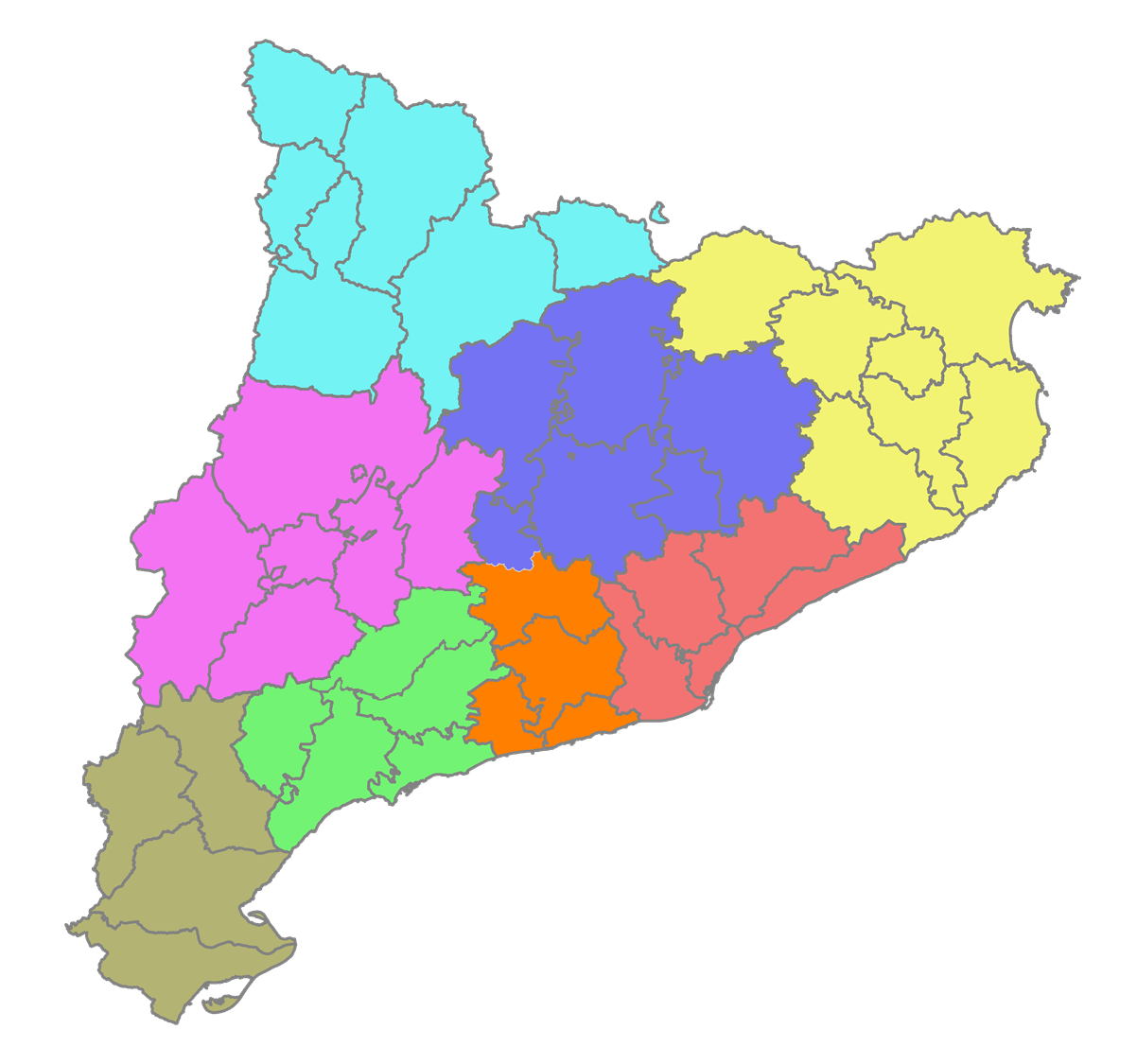
Alt Pirineu i Aran
Àmbit metropolità de Barcelona
Camp de Tarragona
Comarques Centrals
Comarques Gironines
Penedès
Ponent
Terres de l'Ebre

Le Camp de Tarragone (Camp de Tarragona en catalan) est l'un des huit domaines fonctionnels territoriaux définis par le plan territorial général de Catalogne. C'est également une viguerie sous le nom de Camp de Tarragona suivant le projet de loi sur l'organisation de la Catalogne Veguerial (Llei de l'Organització Veguerial de Catalunya; 2009). 

## Géographie
Elle englobe l'aire métropolitaine de l'agglomération de Tarragone constituée de six comarques, pour une superficie de 2 928 km2 et une population de 466 068 habitants en 2009.

## Comarques
- Alt Camp
- Baix Camp
- Baix Penedès
- Conca de Barberà
- El Priorat
- Tarragonès

## Économie
Il possède une gare TGV : « Gare de Camp de Tarragone ».